# Staszewski
Staszewski (forma żeńska: Staszewska; liczba mnoga: Staszewscy) – polskie nazwisko. Na początku lat 90. XX wieku Polskę zamieszkiwało 8321 osób o tej nazwie osobowej.
Herbarz Polski Kaspra Niesieckiego wymienia Staszewskich herbu Ostoja ze Staszowa.

## Niektóre osoby noszące nazwisko Staszewski
- Bartosz Staszewski (ur. 1990) – polski reżyser, działacz społeczny i aktywista LGBT
- Dorota Staszewska (ur. 1978) – sportsmenka
- Henryk Staszewski (ur. 1927) – polski aktor
- Jacek Staszewski (1933–2013) – historyk, znawca dziejów unii polsko-saskiej
- Janusz Staszewski (1903–1939) – historyk
- Józef Staszewski (1887–1966) – polski geograf i historyk geografii
- Kazik Staszewski (ur. 1963) – polski muzyk rockowy, syn Stanisława Staszewskiego
- Maciej Staszewski (1944–1982) – polski aktor
- Mariusz Staszewski (ur. 1975) – polski żużlowiec.
- Paweł Staszewski (ur. 1944) – polski naukowiec, profesor Politechniki Warszawskiej
- Stanisław Staszewski (1925–1973) – polski poeta i bard
- Stefan Staszewski – polski polityk komunistyczny, działacz PZPR
- Wojciech Staszewski (ujednoznacznienie)